# Grote geelkuifspecht
De grote geelkuifspecht (Chrysophlegma flavinucha; synoniem: Picus flavinucha) is een vogel uit de familie Picidae (spechten).

## Verspreiding en leefgebied
Deze soort komt wijdverspreid voor in zuidelijk Azië en telt acht ondersoorten:
- C. f. kumaonense: de centrale Himalaya.
- C. f. flavinucha: van noordoostelijk en oostelijk India tot Myanmar, westelijk Thailand zuidelijk China, noordelijk Laos en noordwestelijk Vietnam..
- C. f. ricketti: zuidoostelijk China en het Tonkingebied van noordelijk Vietnam.
- C. f. styani: Hainan en zuidoostelijk China.
- C. f. pierrei: van zuidoostelijk Thailand tot zuidelijk Vietnam.
- C. f. wrayi: Maleisië.
- C. f. mystacale: noordelijk Sumatra.
- C. f. korinchi: zuidelijk Sumatra.

## Status
De grootte van de populatie is niet gekwantificeerd maar de soort wordt omschreven als algemeen tot tamelijk algemeen in het hele verspreidingsgebied. Op de Rode lijst van de IUCN heeft deze soort de status niet bedreigd.